# 科拉尔德亚伊利翁
科拉尔德亚伊利翁，是西班牙卡斯蒂利亚-莱昂塞戈维亚省的一个市镇。 总面积18平方公里，总人口100人（2001年），人口密度6人/平方公里。